# Fiat 500 Topolino
Fiat 500, cunoscut ca „Topolino”, este un automobil urban italian produs de Fiat între 1936 și 1955. Numele Topolino (pronunțat [topoˈliːno]) se traduce din italiană ca „șoarece mic” și este numele italian pentru Mickey Mouse.
1. ↑  Fiat 500 A, www.zuckerfabrik24.de Accesat 6 iunie 2015
2. ↑  Specificații complete 1937 Fiat 500 A Topolino